# Hotel del macco
Hotel del macco è un album discografico di Brigantony contenente due brani recitati, non musicali, pubblicato nel 1992.

## Tracce
1. Hotel del macco (parte 1) - 14:40
2. Hotel del macco (parte 2) - 15:12